# Ошмарин, Пётр Григорьевич
Пётр Григорьевич Ошмарин (15 марта 1918 — 29 марта 1996) — советский и российский биолог (гельминтолог), доктор биологических наук, профессор.

## Биография
В 1938 году окончил естественный факультет Горьковского государственного педагогического института, ученик профессора А. А. Соболева.
В 1939—1943 годах на службе в рядах РККА, участник Великой Отечественной войны.
После ранения и увольнения в запас с 1943 года — преподаватель Горьковского госпединститута по кафедре зоологии беспозвоночных. В апреле 1946 года защитил кандидатскую диссертацию «Паразитические черви промысловых животных Бурят-Монгольской АССР». В 1947 году возглавил Союзную гельминтологическую экспедицию на Камчатку в форме многомесячного плавания на китобойной флотилии «Алеут», изучал гельминтов китообразных.
С 1948 года — на должности старшего научного сотрудника Зоологического отдела Дальневосточной Базы Академии Наук СССР (Владивосток, ныне — Дальневосточное отделение РАН).
В 1956 году создаёт (и возглавляет до 1959 года) кафедру биологии и зоологический музей в Дальневосточном государственном университете. В 1958—1963 годах — заведующий лабораторией паразитологии Биолого-почвенного института Дальневосточного филиала Академии Наук СССР. В 1960 году в экспедиции во Вьетнаме собирает уникальный паразитологический материал и зоологическую коллекцию.
В 1961 году защищает докторскую диссертацию по теме «Паразитические черви млекопитающих и птиц Приморского края» и публикует её в виде монографии.
С 1963 по 1968 годы является первым директором Биолого-почвенного института Дальневосточного филиала АН СССР. Возглавляет краевую комиссию по охране природы. Является инициатором открытия Института биологии моря ДВО АН СССР.
В 1969—1970 годах — профессор кафедры зоологии Ярославского государственного педагогического института. В 1970 году создал и в течение 12 лет возглавлял кафедру зоологии в восстановленном Ярославском государственном университете. Читал курсы зоологии, эволюционной теории, спецкурсы. Создал зоологический музей биофака ЯрГУ. Затем до ухода на пенсию являлся профессором-консультантом кафедры. На пенсии продолжал заниматься научной работой и консультированием аспирантов. Имел множество учеников, среди которых кандидаты и доктора наук, профессора.
Автор более 120 научных публикаций.
Область научных интересов: зоология, паразитология, экология, эволюционная теория, охрана природы. Разработал и внедрил в практику оригинальную систему профилактики гельминтозов сельскохозяйственных животных на территории Приморского края, за которую был награждён медалью и грамотой Всесоюзной сельскохозяйственной выставки 1954 года. Под его руководством были найдены способы хранения морских промысловых рыб (терпуга, сайры, угольной рыбы, минтая).

## Награды
- орден Отечественной войны 1 степени
- орден Трудового Красного Знамени
- медаль «За доблестный труд в годы Великой Отечественной войны»
- медаль Демократической республики Вьетнам за добросовестный труд
- медаль «Ветеран труда»
- многочисленные медали к юбилеям Советской Армии и Дням Победы
- почётные грамоты Приморского краевого Совета депутатов и Приморского Крайкома КПСС
- медаль и грамота участника Всесоюзной сельскохозяйственной выставки 1954 года

## Основные публикации
- Паразитические черви млекопитающих и птиц Приморского края: монография. — М.: Изд-во АН СССР, 1963. — 323 стр.
- К изучению специфичной экологии гельминтов. — Владивосток, 1959. — 155 стр.
- Дикроцелииды птиц и млекопитающих Приморского края // Трематоды животных и человека. — М.: изд. АН СССР, 1952.
- Рыжиков К. М., Ошмарин П. Г., Хрусталев А. В. Определитель гельминтов домашних и диких свиней / АН СССР, Лаб. гельминтологии. — М.: Наука, 1983. — 168 с. — 1200 экз.
- Ошмарин П. Г., Пикунов Д. Г. Следы в природе / Отв. ред. акад. В. Е. Соколов. — М.: Наука, 1990. — 296, [4] с. — 30 000 экз.